# Persone di nome Olivier
| Questa pagina contiene informazioni ricavate automaticamente dalle voci biografiche con l'ausilio del template Bio e di un bot. L'aggiornamento è periodico e automatico e ricostruisce completamente la pagina. Se manca una persona in questa lista, sei pregato di non aggiungerla, ma accertati piuttosto che la sua voce biografica contenga il template Bio e che i dati anagrafici siano correttamente compilati. Se il template Bio manca, inseriscilo tu stesso o, in alternativa, metti l'avviso {{tmp\|Bio}} che ne segnala la mancanza. Se i dati riportati sono sbagliati, correggi direttamente la voce biografica; le modifiche saranno visibili in questa lista entro pochi giorni. Per chiarimenti vedi il progetto antroponimi. La lista contiene solo le 175 persone che sono citate nell'enciclopedia e per le quali è stato implementato correttamente il template Bio. Pagina aggiornata al 23 mag 2025. |

Questa è una lista di persone presenti nell'enciclopedia che hanno il nome Olivier, suddivise per attività principale.

## Agronomi(1)
- Olivier de Serres, agronomo e botanico francese (Villeneuve-de-Berg, n. 1539 - Villeneuve-de-Berg, † 1619)

## Allenatori di calcio(10)
- Olivier Dall'Oglio, allenatore di calcio e ex calciatore francese (Alès, n. 1964)
- Olivier De Cock, allenatore di calcio e ex calciatore belga (Eeklo, n. 1975)
- Olivier Djappa, allenatore di calcio e ex calciatore camerunese (Douala, n. 1969)
- Olivier Echouafni, allenatore di calcio e ex calciatore francese (Mentone, n. 1972)
- Olivier Frapolli, allenatore di calcio e ex calciatore francese (Hyères, n. 1971)
- Olivier Guégan, allenatore di calcio e ex calciatore francese (Longjumeau, n. 1972)
- Olivier Niyungeko, allenatore di calcio burundese (n. 1970)
- Olivier Pantaloni, allenatore di calcio e ex calciatore francese (Bastia, n. 1966)
- Olivier Quint, allenatore di calcio e ex calciatore francese (Limoges, n. 1971)
- Olivier Rouyer, allenatore di calcio e ex calciatore francese (Nancy, n. 1955)

## Allenatori di pallamano(1)
- Olivier Girault, allenatore di pallamano, ex pallamanista e dirigente sportivo francese (Pointe-à-Pitre, n. 1973)

## Arcivescovi cattolici(1)
- Olivier de Germay, arcivescovo cattolico francese (Tours, n. 1960)

## Artisti(1)
- Olivier Mosset, artista svizzero (Berna, n. 1944)

## Attivisti(1)
- Olivier Vandecasteele, attivista belga

## Attori(6)
- Olivier Gourmet, attore belga (Namur, n. 1963)
- Olivier Marchal, attore, regista e sceneggiatore francese (Talence, n. 1958)
- Olivier Martinez, attore francese (Parigi, n. 1966)
- Olivier Baroux, attore, regista e comico francese (Caen, n. 1964)
- Olivier Perez, attore svizzero (Ginevra, n. 1978)
- Olivier Rabourdin, attore francese (Nanterre, n. 1959)

## Beatmaker(1)
- DL Incognito, beatmaker e rapper canadese (Ottawa)

## Calciatori(36)
- Olivier Aertssen, calciatore olandese (Veldhoven, n. 2004)
- Olivier Auriac, ex calciatore francese (Saint-Georges-de-Didonne, n. 1983)
- Olivier Baudry, calciatore francese (Vannes, n. 1973 - Montbéliard, † 2017)
- Olivier Bernard, ex calciatore francese (Parigi, n. 1979)
- Olivier Blondel, ex calciatore francese (Mont-Saint-Aignan, n. 1979)
- Olivier Bonnes, ex calciatore nigerino (Niamey, n. 1990)
- Olivier Boscagli, calciatore francese (Monaco, n. 1997)
- Olivier Boumal, calciatore camerunese (Douala, n. 1989)
- Olivier Custodio, calciatore svizzero (Montreux, n. 1995)
- Olivier Dacourt, ex calciatore francese (Montreuil, n. 1974)
- Olivier Deman, calciatore belga (Anversa, n. 2000)
- Olivier Dokunengo, ex calciatore francese (n. 1979)
- Olivier Doll, ex calciatore belga (Bruxelles, n. 1973)
- Olivier Dumont, calciatore belga (Visé, n. 2002)
- Olivier Eggimann, calciatore svizzero (Renens, n. 1919 - † 2002)
- Olivier Giroud, calciatore francese (Chambéry, n. 1986)
- Olivier Jäckle, calciatore svizzero (n. 1993)
- Olivier Kemen, calciatore camerunese (Douala, n. 1996)
- Olivier Losco, ex calciatore maltese (n. 1953)
- Olivier Mbaizo, calciatore camerunese (Douala, n. 1997)
- Olivier Monterrubio, ex calciatore francese (Gaillac, n. 1976)
- Olivier Myny, calciatore belga (Zwevegem, n. 1994)
- Olivier N'Siabamfumu, ex calciatore francese (Meaux, n. 1986)
- Olivier Nzuzi, ex calciatore della Repubblica Democratica del Congo (Kinshasa, n. 1980)
- Olivier Occéan, ex calciatore canadese (Brossard, n. 1981)
- Olivier Sorin, ex calciatore francese (Gien, n. 1981)
- Olivier Sorlin, ex calciatore francese (Saint-Étienne, n. 1979)
- Olivier Tchatchoua, ex calciatore camerunese (n. 1982)
- Olivier Tébily, ex calciatore ivoriano (Abidjan, n. 1975)
- Olivier Thill, calciatore lussemburghese (Lussemburgo, n. 1996)
- Olivier Thomert, calciatore francese (Versailles, n. 1980)
- Olivier Tia, ex calciatore ivoriano (Yamoussoukro, n. 1982)
- Olivier Veigneau, ex calciatore francese (Suresnes, n. 1985)
- Olivier Verdon, calciatore francese (Clamart, n. 1995)
- Olivier Vliegen, calciatore belga (Bree, n. 1999)
- Olivier Werner, ex calciatore belga (Malmedy, n. 1985)

## Canoisti(1)
- Olivier Boivin, ex canoista francese (Saint-Brieuc, n. 1965)

## Canottieri(1)
- Olivier Siegelaar, canottiere olandese (n. 1986)

## Cestisti(8)
- Olivier Allinéi, ex cestista francese (Cannes, n. 1969)
- Olivier Cortale, cestista francese (Clamart, n. 1997)
- Olivier Hanlan, cestista canadese (Gatineau, n. 1993)
- Olivier Ilunga, ex cestista della Repubblica Democratica del Congo (Kinshasa, n. 1984)
- Olivier Romain, cestista francese (Versailles, n. 1988)
- Olivier Sarr, cestista francese (Niort, n. 1999)
- Olivier Troisfontaines, cestista belga (Seraing, n. 1989)
- Olivier Yao-Delon, cestista francese (Montpellier, n. 1995)

## Ciclisti su strada(2)
- Olivier Le Gac, ciclista su strada francese (Brest, n. 1993)
- Olivier Pardini, ex ciclista su strada belga (Oupeye, n. 1985)

## Compositori(3)
- Olivier Greif, compositore francese (Parigi, n. 1950 - Parigi, † 2000)
- Olivier Messiaen, compositore, pianista e organista francese (Avignone, n. 1908 - Clichy, † 1992)
- Oli de Sat, compositore, chitarrista e tastierista francese (Nancy, n. 1973)

## Conduttori televisivi(1)
- Olivier Minne, conduttore televisivo francese (Ixelles, n. 1967)

## Critici cinematografici(1)
- Olivier Père, critico cinematografico e giornalista francese (Marsiglia, n. 1971)

## Danzatori su ghiaccio(1)
- Olivier Schoenfelder, ex danzatore su ghiaccio francese (Belfort, n. 1977)

## Dirigenti sportivi(2)
- Olivier Kaisen, dirigente sportivo e ex ciclista su strada belga (Namur, n. 1983)
- Olivier Renard, dirigente sportivo e ex calciatore belga (Haine-Saint-Paul, n. 1979)

## Economisti(2)
- Olivier Blanchard, economista francese (Amiens, n. 1948)
- Olivier Sibony, economista francese (n. 1967)

## Esploratori(1)
- Olivier van Noort, esploratore olandese (Utrecht, n. 1558 - Schoonhoven, † 1627)

## Fisici(1)
- Olivier Costa de Beauregard, fisico francese (Parigi, n. 1911 - Poitiers, † 2007)

## Fondisti(1)
- Olivier Léveillé, fondista canadese (Sherbrooke, n. 2001)

## Fotografi(1)
- Olivier Roller, fotografo francese (Strasburgo, n. 1971)

## Fumettisti(3)
- Olivier Fiquet, fumettista francese (Francia, n. 1963)
- O'Groj, fumettista francese (n. 1962)
- Olivier Speltens, fumettista belga (Uccle, n. 1971)

## Generali(2)
- Olivier V de Clisson, generale francese (Clisson, n. 1336 - Josselin, † 1407)
- Olivier Remigius von Wallis auf Carrighmain, generale austriaco (Vienna, n. 1742 - Kloten, † 1799)

## Giocatori di football americano(3)
- Olivier Bordin, giocatore di football americano francese (n. 1982)
- Olivier Gyan, giocatore di football americano francese
- Olivier Vernon, giocatore di football americano statunitense (Miami, n. 1990)

## Giocatori di poker(1)
- Olivier Busquet, giocatore di poker statunitense (New York, n. 1981)

## Giornalisti(2)
- Olivier Royant, giornalista e scrittore francese (Rostrenen, n. 1962 - Levallois-Perret, † 2020)
- Olivier Truc, giornalista e scrittore francese (Dax, n. 1964)

## Giuristi(1)
- Olivier Willocx, giurista belga (Bruxelles, n. 1966)

## Imprenditori(1)
- Olivier Auroy, imprenditore e scrittore francese (Orléans, n. 1969)

## Islamisti(1)
- Olivier Roy, islamista e politologo francese (La Rochelle, n. 1949)

## Mezzofondisti(1)
- Olivier Irabaruta, mezzofondista e maratoneta burundese (n. 1990)

## Organisti(2)
- Olivier Alain, organista, pianista e compositore francese (Saint-Germain-en-Laye, n. 1918 - Férolles-Attilly, † 1994)
- Olivier Latry, organista e compositore francese (Boulogne-sur-Mer, n. 1962)

## Pallamanisti(1)
- Olivier Nyokas, pallamanista della Repubblica Democratica del Congo (Montfermeil, n. 1988)

## Pallavolisti(1)
- Olivier Ragondet, pallavolista francese (La Seyne-sur-Mer, n. 1991)

## Partigiani(1)
- Olivier Guinet, partigiano francese (Soulac-sur-Mer, n. 1920 - Torino, † 1945)

## Pattinatori di short track(1)
- Olivier Jean, pattinatore di short track canadese (Montréal, n. 1984)

## Piloti automobilistici(5)
- Olivier Beretta, pilota automobilistico monegasco (Monte Carlo, n. 1969)
- Olivier Gendebien, pilota automobilistico belga (Bruxelles, n. 1924 - Tarascona, † 1998)
- Olivier Grouillard, pilota automobilistico francese (Fenouillet, n. 1958)
- Olivier Panis, ex pilota automobilistico francese (Oullins, n. 1966)
- Olivier Pla, pilota automobilistico francese (Tolosa, n. 1981)

## Piloti motociclistici(3)
- Olivier Chevallier, pilota motociclistico francese (Vendôme, n. 1949 - Le Castellet, † 1980)
- Olivier Jacque, pilota motociclistico francese (Villerupt, n. 1973)
- Olivier Scheen, pilota motociclistico belga (Verviers, n. 1987)

## Pirati(1)
- Olivier Levasseur, pirata francese (Calais, n. 1689 - Saint-Denis, † 1730)

## Pittori(2)
- Olivier de Sagazan, pittore, scultore e performance artist francese (Brazzaville, n. 1959)
- Olivier van Deuren, pittore olandese (Rotterdam, n. 1666 - Rotterdam, † 1714)

## Poeti(1)
- Olivier de la Marche, poeta e militare fiammingo (Franca Contea, n. 1425 - Bruxelles, † 1502)

## Politici(12)
- Olivier Besancenot, politico francese (Levallois-Perret, n. 1974)
- Olivier Carré, politico e imprenditore francese (Orléans, n. 1961)
- Olivier Chastel, politico belga (Liegi, n. 1964)
- Olivier Deleuze, politico belga (Saint-Josse-ten-Noode, n. 1954)
- Olivier Dupuis, politico belga (Ath, n. 1958)
- Olivier Dussopt, politico francese (Annonay, n. 1978)
- Olivier Faure, politico francese (La Tronche, n. 1968)
- Olivier Guichard, politico francese (Néac, n. 1920 - Parigi, † 2004)
- Olivier d'Ormesson, politico francese (Biarritz, n. 1918 - Ouzouer-sur-Trézée, † 2012)
- Émile Ollivier, politico, scrittore e pittore francese (Marsiglia, n. 1825 - Saint-Gervais-les-Bains, † 1913)
- Olivier Véran, politico e medico francese (Saint-Martin-d'Hères, n. 1980)
- Olivier de Sarnez, politico francese (Parigi, n. 1927 - Parigi, † 2013)

## Profumieri(1)
- Olivier Polge, profumiere francese (Grasse)

## Rugbisti a 15(6)
- Olivier Diomandé, ex rugbista a 15 ivoriano (Abidjan, n. 1974)
- Olivier Magne, ex rugbista a 15 e allenatore di rugby a 15 francese (Aurillac, n. 1973)
- Olivier Merle, ex rugbista a 15 e imprenditore francese (Chamalières, n. 1965)
- Olivier Milloud, ex rugbista a 15 francese (Saint-Vallier, n. 1975)
- Olivier Roumat, ex rugbista a 15 e imprenditore francese (Mont-de-Marsan, n. 1966)
- Olivier Sarraméa, ex rugbista a 15 e allenatore di rugby a 15 francese (Tarbes, n. 1975)

## Schermidori(5)
- Olivier Carrard, schermidore e dirigente sportivo svizzero (n. 1956)
- Olivier Collarini, schermidore italiano (Parigi, n. 1863)
- Olivier Jaquet, schermidore svizzero (n. 1969)
- Olivier Lambert, schermidore francese (Rennes, n. 1971)
- Olivier Lenglet, ex schermidore francese (San Quintino, n. 1960)

## Sciatori alpini(1)
- Olivier Brand, ex sciatore alpino svizzero (Ginevra, n. 1980)

## Scrittori(5)
- Olivier Adam, scrittore francese (Draveil, n. 1974)
- Olivier Guez, scrittore e giornalista francese (Strasburgo, n. 1974)
- Olivier Rey, scrittore, filosofo e matematico francese (Nantes, n. 1964)
- Olivier Rolin, scrittore francese (Boulogne-Billancourt, n. 1947)
- Olivier Weber, scrittore e giornalista francese (Montluçon, n. 1958)

## Scultori(1)
- Olivier Strebelle, scultore e ceramista belga (Uccle, n. 1927 - Bruxelles, † 2017)

## Sociologi(1)
- Olivier Carré, sociologo, scrittore e politologo francese

## Stilisti(2)
- Olivier Rousteing, stilista francese (Bordeaux, n. 1985)
- Olivier Theyskens, stilista belga (Bruxelles, n. 1977)

## Storici(1)
- Olivier Wieviorka, storico francese (Enghien-les-Bains, n. 1960)

## Tennisti(4)
- Olivier Delaître, ex tennista francese (Metz, n. 1967)
- Olivier Mutis, ex tennista francese (Mont-Saint-Martin, n. 1978)
- Olivier Patience, ex tennista francese (Évreux, n. 1980)
- Olivier Rochus, ex tennista belga (Namur, n. 1981)

## Teologi(1)
- Olivier Clément, teologo francese (Aniane, n. 1921 - Parigi, † 2009)

## Triatleti(1)
- Olivier Marceau, triatleta francese (Fontenay-aux-Roses, n. 1973)

## Trovatori(1)
- Olivier lo Templier, trovatore spagnolo

## Velisti(1)
- Olivier Bausset, velista francese (Avignone, n. 1982)

## Vescovi cattolici(3)
- Olivier Leborgne, vescovo cattolico francese (Nantes, n. 1963)
- Olivier Marcel Maradan, vescovo cattolico e missionario svizzero (Ecuvillens, n. 1899 - Losanna, † 1975)
- Olivier Schmitthaeusler, vescovo cattolico e missionario francese (Strasburgo, n. 1970)

## Senza attività specificata(4)
- Olivier Allamand, ex sciatore freestyle francese (n. 1969)
- Olivier Clergeau, ex pentatleta francese (Moulins, n. 1969)
- Olivier Le Daim, francese († 1484)
- Olivier Ibanès, ex pentatleta francese (n. 1971)